# Galianthe grandifolia
Galianthe grandifolia är en måreväxtart som beskrevs av Elsa Leonor Cabral. Galianthe grandifolia ingår i släktet Galianthe och familjen måreväxter. Inga underarter finns listade i Catalogue of Life.